# Alice Guy tourne une phonoscène
 (septembre 2019).
Si vous disposez d'ouvrages ou d'articles de référence ou si vous connaissez des sites web de qualité traitant du thème abordé ici, merci de compléter l'article en donnant les références utiles à sa vérifiabilité et en les liant à la section « Notes et références ».
Pour plus de détails, voir Fiche technique et Distribution.
Alice Guy tourne une phonoscène est un film français réalisé en 1907. On y voit les coulisses du tournage d'un film de type phonoscène.

## Synopsis
Enregistrement du tournage d'une phonoscène par Alice Guy et ses assistants.
Il ne s'agit pas du tournage de l'opéra Mignon, comme l'a souvent affirmé Alice Guy, mais du ballet Le Bal des Capulets au début de l'opéra Roméo et Juliette de Charles Gounod. On peut y voir l'assistant d'Alice Guy, Étienne Arnaud, faisant répéter les acteurs pour la mise en place d'une phonoscène. Alice Guy apparait au centre de l'équipe de tournage : elle se tourne vers le deuxième opérateur et manipule l'elgéphone.

## Fiche technique
- Titre : Alice Guy tourne une phonoscène
- Société de production : Société L. Gaumont et compagnie
- Pays d'origine :  France
- Genre : Documentaire, court métrage
- Format : noir et blanc, muet
- Durée : 2 minutes
- Dates de sortie : 1907
- Licence : Domaine public[réf. nécessaire]

## Analyse
Véritable making-of avant la lettre, ce film montre le tournage d'un des films sonores produits par la Gaumont au début du XXe siècle.
La caméra placée derrière les techniciens permet de voir les différentes phases du tournage : un assistant donne les dernières directives d'emplacement aux acteurs, les phonographes sont réglés une dernière fois et on commence l'enregistrement. Un léger panoramique horizontal vers la droite permet de découvrir le système d'éclairage qui ressemble à une batterie d'énormes quinquets dont s'échappe parfois une inquiétante fumée.
Alice Guy, dès l’origine, croit au film parlant. En 1905, elle utilise un appareil, le chronophone Demenÿ, qui combine l’enregistrement sonore sur rouleau de cire et l’image filmée. L’essentiel de l’activité d’Alice Guy en 1906 et jusqu’au printemps 1907 consistera à réaliser 160 phonoscènes pour le chronophone. Dépassant rarement une ou deux minutes, ils reproduisent surtout des chanteurs en action ou des tableaux illustrés par des chorals. Après les Ballets de l’Opéra (avec Gaillard et la maîtresse de ballet), les Sœurs Mante danseuses mondaines, elle enregistre la classe de Rose Caron du Conservatoire dans Carmen, Mignon, Manon, les Dragons de Villars, les Cloches de Corneville, Madame Angot, la Vivandière, Fanfan la Tulipe, le Couteau de Théodore Botrel. Elle enregistre à la faveur d’un voyage en Espagne des Danses gitanes  Viendront interpréter leur répertoire devant sa caméra et ses enregistreurs : Caroline Otero, dite « La Belle Otero », Mayol, Dranem, Polin, etc.

## Autour du film
Le film a été réalisé au théâtre de pose des Buttes-Chaumont, en janvier 1907.